# Deixa a Vida Rolar
Deixa a Vida Rolar é o quarto álbum de estúdio da cantora e apresentadora brasileira Mara Maravilha, lançado em 1990 pela gravadora EMI.
Com produção de Arnaldo Saccomani, o quarto disco de Mara reflete seu esforço contínuo em conquistar nichos variados transitando entre o público infantil e adulto. Apostando em uma imagem mais ousada em comparação a outras apresentadoras infantis, a cantora explora uma diversidade de ritmos, incluindo lambada, rock, reggae e funk.
Entre os destaques do álbum estão o sucesso "Não Faz Mal" (Tô Carente, Mas Tô Legal), a balada romântica "Outra Vez", uma regravação do clássico "Esse Tal de Roque Enrow" de Rita Lee e Paulo Coelho e a lambada "Doida pra Dançar", composta por sua mãe, Marileide.

## Antecedentes
No ano de 1990, Mara continuava a se consolidar como cantora e apresentadora infantil colhendo os louros do sucesso de seu terceiro disco Mara e programa de TV Show Maravilha. Após meses de negociações, em fevereiro de 1990, a baiana decide posar para a revista adulta Playboy reforçando sua imagem como símbolo sexual fugindo do estereótipo puritano de apresentadora infantil. Apesar da imagem adulta, a apresentadora ressaltou que sua vocação era apresentar para o público infantil, tendo recusado um programa musical na época.

## Lançamento e recepção
Posando com a barriga de fora, Mara apostou em um ensaio ousado alinhado com sua imagem sensual e espontânea para o seu quarto álbum. O LP recebeu críticas mistas pelo repertório variado que transitava entre músicas infantis e clássicos do rock brasileiro.

## Desempenho comercial
Deixa a Vida Rolar foi lançado com tiragem inicial de 30 mil cópias. O álbum figurou por várias semanas na lista semanal de discos mais vendidos publicada pelo Jornal do Brasil. Em dezembro de 1990, Deixa a Vida Rolar é certificado como disco de ouro por vendas acima de 100 mil cópias. Em abril de 1991, o LP tinha 200 mil cópias vendidas reportadas. Segundo a listagem do instituto Nelson Oliveira Pesquisa e Estudo de Mercado (Nopem), Deixa a Vida Rolar foi o 9º álbum mais vendido de 1991.

## Lista de faixas
Créditos adaptados do encarte do CD do álbum.
| N.º | Título                                                | Compositor(es)                | Duração |  |
| 1.  | "Deixa A Vida Rolar"                                  | Robertinho de Recife          | 2:32    |  |
| 2.  | "Não Faz Mal (Tô Carente, Mas Tô Legal)"              | Arnaldo Saccomani Thomas Roth | 3:58    |  |
| 3.  | "Na Ilha dos Sonhos Perdidos (Islands Of Lost Souls)" | Chris Stein Deborah Harry     | 3:32    |  |
| 4.  | "É Você"                                              | Mauro Motta Carlos Colla      | 3:22    |  |
| 5.  | "Doida Pra Dançar"                                    | Marileide Mara                | 3:38    |  |
| 6.  | "Quero Sonhar"                                        | Sérgio Sá                     | 4:14    |  |
| 7.  | "Menino de Brinco"                                    | Fábio Fonseca                 | 3:52    |  |
| 8.  | "Vamos Passear No Parque"                             | Mauro Motta Ronaldo Fialho    | 3:20    |  |
| 9.  | "Não Vale A Pena"                                     | Cecelo                        | 3:38    |  |
| 10. | "Outra Vez"                                           | Prentice Paulo Sérgio Valle   | 4:12    |  |
| 11. | "Carrossel do Amor"                                   | Piska Gibia                   | 3:38    |  |
| 12. | "Esse Tal de Roque Enrow"                             | Rita Lee Paulo Coelho         | 3:40    |  |

## Tabelas
| Tabela semanal (1991) | Melhor Posição |
| --------------------- | -------------- |
| Brasil (Nopem)        | 7              |

| Tabela anual (1990) | Melhor Posição |
| ------------------- | -------------- |
| Brasil (Nopem)      | 41             |

| Tabela anual (1991) | Melhor Posição |
| ------------------- | -------------- |
| Brasil (Nopem)      | 9              |